# اچ‌ام‌اس سالتش (جی۶۲)
اچ‌ام‌اس سالتش (جی۶۲) (به انگلیسی: HMS Saltash (J62)) یک کشتی بود که طول آن ۲۳۱ فوت (۷۰٫۴ متر) بود. این کشتی در سال ۱۹۱۸ ساخته شد.